# Lusia Strus
Lusia Strus (* 13. Dezember 1969 in Chicago, Illinois) ist eine US-amerikanische Schauspielerin.

## Leben und Leistungen
Die Familie von Strus stammt aus der Ukraine. Strus schloss im Jahr 1991 ein Studium des Theaterschauspiels an der Illinois State University ab. Ihre erste Fernsehrolle erhielt sie in einer Folge der Fernsehserie Amor – Mitten ins Herz aus dem Jahr 1998. Im Horrorfilm Echoes – Stimmen aus der Zwischenwelt (1999) spielte sie an der Seite von Kevin Bacon eine der größeren Rollen. Größere Rollen übernahm sie auch im Filmdrama Danny's Wish (2001) und in den Komödien 50 erste Dates (2004) sowie Miss Undercover 2 – Fabelhaft und bewaffnet (2005). In den Jahren 2005 bis 2007 war sie in elf Folgen der Fernsehserie Neds ultimativer Schulwahnsinn zu sehen.
Strus spielte in zahlreichen Theaterstücken sowohl in den Vereinigten Staaten wie auch in England. Für diese Arbeit erhielt sie den Joseph Jefferson Award for Best Principal Actress wie auch – im Jahr 2005 – den Young Women Achievers Award. Die Zeitung Chicago Tribune wählte sie auf die Liste Top 10 Actors, die die führenden Schauspieler der Stadt beinhalte. Ebenfalls die Chicago Sun-Times erwähnte Strus in der vergleichbaren Zusammenstellung Elite 8 Actresses.

## Filmografie (Auswahl)
- 1999: Echoes – Stimmen aus der Zwischenwelt (Stir of Echoes)
- 2001: Danny's Wish
- 2001: Soul Survivors
- 2002: Design
- 2002: No Sleep 'til Madison
- 2004: 50 erste Dates (50 First Dates)
- 2005: Miss Undercover 2 – Fabelhaft und bewaffnet (Miss Congeniality 2: Armed and Fabulous)
- 2005–2007: Neds ultimativer Schulwahnsinn (Ned’s Declassified School Survival Guide, Fernsehserie)
- 2011: Restless
- 2016–2017: Good Behavior (Fernsehserie)
- 2019: Buffaloed
- 2023: Paint